# AppleWorks
AppleWorks was een kantoorsoftwarepakket en werd door Apple geleverd bij aankoop van een nieuwe Mac. Het pakket bestaat uit een tekstverwerker, een spreadsheetprogramma, een database, een communicatieprogramma en een tweetal tekenprogramma's: Draw en Paint.
AppleWorks werd door sommigen gezien als tegenhanger van het populaire Microsoft Office-pakket. Maar hoewel de tekstverwerkings- en spreadsheetmogelijkheden van AppleWorks voor thuisgebruikers meestal toereikend zijn, zijn de mogelijkheden van Microsoft Office veelal uitgebreider. Toen het uitwisselen van bestanden met Windows-gebruikers algemener werd, verschenen er echter conversiemodules voor AppleWorks. Het werd hierdoor mogelijk om met AppleWorks Microsoft Word- en Excel-documenten te openen en te bewaren.
AppleWorks is een voortzetting van ClarisWorks. Apple heeft het pakket overgenomen van softwarebedrijf Claris, fabrikant van het databaseprogramma FileMaker Pro.
Op 15 augustus 2007 is de verkoop van AppleWorks gestaakt. Het pakket is vervangen door iWork.